# Павлунь Микола Миколайович
Микола Миколайович Павлунь (нар. 8 грудня 1952, місто Берестечко, Волинська область) — український науковець, учений-геолог. Доктор геологічних наук, професор, академік АН ВШ України (з 2008 року).

## Життєпис
Народився у м. Берестечко Волинської області. 1975 року закінчив геологічний факультет Львівського державного університету імені Івана Франка. У 1975—1978 роках — інженер-геолог науково-дослідного сектору Львівського університету, у 1978—1981 роках — аспірант кафедри розшуків і розвідки родовищ корисних копалин, у 1981—1982 роках — мол. наук. співробітник науково-дослідного сектору Львівського університету. З 1982 по 1987 рік — асистент, а з 1987 по 1991 рік — доцент кафедри розшуків і розвідки корисних копалин. У 1991 року — заступник проректора з наукової роботи Львівського державного університету імені Івана Франка, а з кінця 1991 по 1998 рік — проректор з наукової роботи університету. З 1996 по 2009 рік — завідувач кафедри геології корисних копалин, з 2004 року — декан геологічного факультету Львівського національного університету імені Івана Франка. У 2003 році захистив докторську дисертацію на тему: «Фізико-хімічні умови і зональність розвитку молібден-вольфрамових і золоторудних формацій (за результатами термобарогеохімічних досліджень)». Читає курси: «Металогенія», «Економіка мінеральної сировини», «Геологія корисних копалин», «Ендогенні рудні формації».

## Наукова діяльність
Наукові дослідження присвячені актуальним проблемам геології, металогенії і термобарогеохімії постмагматичних рудних формацій рідкіснометалевих і благородних металів, деяким мінералогічним аспектам формаційної типізації родовищ на прикладі піриту, топазу і флюориту. Результати досліджень дали змогу впритул підійти до формування і розвитку принципово нової області сучасного металогенічного аналізу — термобарогеохімічного моделювання, діагностики та прогнозування рудних формацій, зокрема це реалізовано для золоторудних формацій України, поширених в докембрії Українського щита і фанерозойському облямуванні (Карпатах і Донбасі).
Автор понад 160 наукових праць, з них 2 монографії, понад 15 науково-методичних праць, збірників змістовних модулів і текстових та графічних завдань для студентів геологічного факультету.
Голова спеціалізованої ради при Львівському університеті із захисту докторських дисертацій, Президент Львівського наукового геологічного товариства, член науково-методичної ради МОН України з напрямку «Геологія», головний редактор журналу «Вісник Львівського національного університету імені Івана Франка. Серія геологічна», заступник гол. редактора «Мінералогічного збірника», член експертної ради МЗС України з делімітації кордонів.
Нагороджений медаллю Лучицького та пам'ятним знаком Лутугіна Державної геологічної служби України.